# デオキシニバレノール
デオキシニバレノール（Deoxynivalenol，DON）またはボミトキシン（Vomitoxin）はB型トリコテセンで、エポキシ系のセスキテルペノイドである。このマイコトキシンは、主に小麦、大麦、オート麦、ライ麦、トウモロコシなどの穀物に発生し、米、モロコシ属、ライ小麦にはあまり発生しない。デオキシニバレノールの発生は、主にFusarium graminearum (Gibberella zeae)とF. culmorum に関連しており、これらは小麦ではフザリウム頭枯病、トウモロコシではジベレラ病やフザリウム穂枯病を引き起こす重要な植物病原体である。しかし、収穫時期に向けて水分量が増えると、毒素の溶出により小麦粒中のデオキシニバレノール量が減少することがわかっている。さらに、デオキシニバレノールの含有量は、Fusarium 種に対する品種の感受性、前作、耕作方法、殺菌剤の使用などに大きく影響される。ノルウェーでは豪雨のために穀物に多く発生する。
F. graminearum は、温度25℃、水分活性0.88以上で最適に生育する。F. culmorum は、温度21℃、水分活性0.87以上で最適に生育する。この2つの種の地理的分布は気温に関係しているようで、F. graminearum は温暖な気候の地域でより一般的に見られる種である。デオキシニバレノールは、人間と家畜の両方で発生したカビ毒中毒に関与している。

## 作用機序
デオキシニバレノールは、タンパク質合成を強力に阻害するマイコトキシン（トリコテセン）の一種であり、デオキシニバレノールに曝されると、脳内のアミノ酸であるトリプトファンの取り込みが減少し、セロトニンの合成が低下すると言われている。セロトニンレベルの低下がデオキシニバレノールや他のトリコテセンの食欲減退作用に関与していると考えられている。また、消化管への刺激も摂食量の減少に一役買っていると考えられ、母豚の摂食拒否時に傍食道胃潰瘍の発生率が高いことも一部説明できる。ヒトではデオキシニバレノールは広範囲にグルクロン酸化され、尿中に排泄される。

## 食品混入
穀物や飼料に含まれる他のトリコテセン系マイコトキシンと比較すると、デオキシニバレノールの毒性は比較的軽度である。飼料摂取量の減少とそれに伴う成績の低下が、家畜生産者が遭遇する可能性のあるデオキシニバレノール中毒の唯一の症状である。ボミトキシンに対するこのような反応は、中枢神経系を通じて起こるようである。
- ヒト：デオキシニバレノールは、アフラトキシンのような既知の発癌物質ではない。人間に急性毒性をもたらすには、デオキシニバレノールを含む大量の穀物を摂取する必要がある。現在の処、低用量の暴露による慢性的な影響は不明である。米国食品医薬品局は、デオキシニバレノールの規制値を1ppm（百万分の一）に設定している[要出典]。
- ペット：犬と猫は、穀物および穀物副産物を5ppm以下に制限し、穀物が食事の40％を超えないようにする。
- 家畜および農場動物：動物や家畜では、アドバイスされたレベルを超えて与えると、デオキシニバレノールは摂食拒否や体重増加の欠如を引き起こす。家禽、4か月以上の反芻肉牛および肥育牛には10ppmの制限が設けられている。成分は動物の食事の50％を超えてはならない。乳牛の飼料制限は2ppmに設定されている。

## 生合成

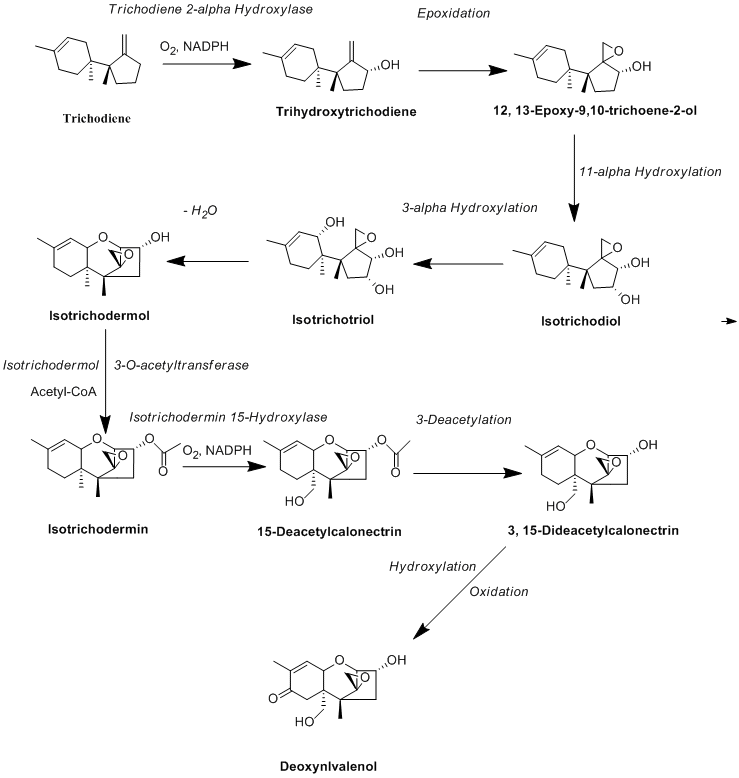
デオキシニバレノールの生合成経路